# Dairoidea
Super-famille
Les Dairoidea sont une super-famille de crabes. Elle comporte deux familles.

## Liste des familles
Selon World Register of Marine Species (26 juin 2016) :
- famille Dacryopilumnidae Serène, 1984
- famille Dairidae Ng & Rodríguez, 1986